# Lucas del Villar
Lucas Ignacio del Villar Montt (Las Condes, 21 de enero de 1978) es un abogado y político chileno. Entre abril de 2018 y marzo de 2022 ejerció como director nacional del Servicio Nacional del Consumidor (SERNAC), bajo el segundo gobierno de Sebastián Piñera.

## Biografía

### Primeros años y estudios
Nacido en Las Condes, Santiago, es uno de los seis hijos del matrimonio formado por Sergio Enrique del Villar Pérez Montt y María Verónica Montt Berguecio.
Egresó como abogado de la Universidad de Chile, obtuvo un magíster en derecho penal de los Negocios y de la Empresa, de la misma casa de estudios. Su especialización profesional también incluye diplomados en política y derecho de la Competencia en la Universidad de Chile, diplomado en administración de empresas de la Pontificia Universidad Católica y en derecho inmobiliario.

### Carrera profesional
Tiene una amplia actividad académica en facultades de derecho y economía de diversas universidades, tales como, la Universidad Adolfo Ibáñez, Universidad del Desarrollo, Universidad Diego Portales, Universidad Católica, Universidad de Chile, entre otras. También, ha participado en foros internacionales y ha efectuado publicaciones en materia de regulación económica, compliance y derechos del consumidor.

#### Trayectoria en el SERNAC
Sus inicios en el SERNAC comenzaron el año 2010 cuando asumió como jefe de Gabinete a cargo de la coordinación de los diversos centros de responsabilidad de la institución y del despliegue del relacionamiento del Servicio tanto con autoridades nacionales como internacionales.
En noviembre de ese mismo año y hasta abril del 2014, asumió como Subdirector Nacional del SERNAC. Este rol significó estar a cargo de la coordinación del equipo jurídico judicial, ser la jefatura directa de los directores regionales y de equipos claves tales como el Departamento de Estudio e Inteligencia, Comunicaciones Estratégicas y Planificación Estratégica, entre otros.
Uno de sus mayores logros como Subdirector, fue liderar la coordinación del proceso de implementación de la Ley 20.555, del SERNAC Financiero, la revisión de cláusulas abusivas en diversos mercados, liderar el equipo negociador del «Caso La Polar» y del equipo judicial de la demanda contra Cencosud, el primer juicio colectivo ganado en la justicia chilena, causa que sentó importantes precedentes jurídicos, en la cual alegó ante la Corte Suprema en el año 2013.
Tras su paso por el SERNAC, del Villar se dedicó al ejercicio de su profesión como abogado en la oficina jurídica Peribonio, Del Río, del Villar y Cía. y luego PDD Abogados, asesorando instituciones en adoptar programas de compliance normativo y en sistemas de gestión de preventivo para asegurar el estándar de cumplimiento normativo y/o el respeto de los derechos de los consumidores.
El 24 de abril de 2018 volvió al SERNAC, asumiendo la Dirección.

### Vida personal
Es casado.